# Вулиця Тараса Шевченка (Дрогобич)
В́улиця Тар́аса Шевч́енка  — вулиця в середмісті Дрогобича, що простягається від площі Шевченка до вулиці Січових Стрільців. Забудована здебільшого віллами кінця XIX — початку XX століття. Перетинається з вулицями Івана Франка, Степана Бандери, Ярослава Осмомисла, Остапа Нижанківського, Адама Міцкевича, Марії Заньковецької.

## Історія
Колись головні вулиці міста (зокрема і Самбірська) брали свій початок безпосередньо від Площі Ринок. З 80-х років XIX століття вулиця мала назву Панська, а з кінця XIX століття носила ім'я Міцкевича. У 1910—1914 роках вулицю виклали бруківкою. До цього міську владу підштовхнув візит наступника австрійського престолу, архікнязя Карла-Франца Йосифа в 1911 році. Саме на цій вулиці (біля дому Військової повітової команди) 14 квітня 1919 року розпочався дрогобицький бунт проти ЗУНР. В 1990 році початок вулиці Міцкевича (поряд з Площею Ринок) виділили у вулицю Ярослава Осмомисла, а кінець (разом з вулицею Ф. Кона) — у вулицю Січових Стрільців. Натомість до вулиці Міцкевича долучено вулицю Першого Травня та відбулось перейменування вулиці з Міцкевича на Шевченка.

## Кав'ярні вул. Панської
На вулиці Шевченка (Міцкевича/Панській) були відкриті одні з перших кав'ярень Дрогобича. За це вона була у свій, правда, короткий час, кликана — «вулиця кавових сердець». Адже, як розповідають, на вулиці росло дерево, в якого листя було у формі сердець.
Однією з примітних закладів цієї вулиці, який черпає свою гастрономічну традицію з передвоєнного Дрогобича, є кав'ярня-ресторація «Локаль на Панській».

## Природоохоронні об'єкти
- Група тисів (4 екз.)
- Група туй західних (7 екз.)
- Екопарк студентський

## Примітні будівлі
|  | № 10. Колишнє пробоство (житло священників) костелу св. Варфоломія, пізніше — Дрогобицький облздороввідділ, тепер — Музична школа № 1. |
|  | № 12. Кам'яниця нафтового підприємця Гартенберга (кінець ХІХ століття), згодом — головна бухгалтерія нафтопереробного заводу «Галіція», за Радянського Союзу тут знаходився Будинок дружби народів, з 1990 р. — «Мистецька вітальня», тепер тут знаходиться відділення «Індустріалбанку». |
|  | № 18. Старий житловий будинок (80-90 роки XIX століття), теперішня школа № 15. Центральний дім відомий, як «дім з фресками». |
|  | № 23. Палац початку XX століття. Першими власниками були нафтові магнати брати Шпіцмани, які емігрували перед вступом російських військ до Дрогобича 1914 року. Згодом будинок зайняла військова комендатура нафтопромислу. За часів ЗУНР тут знаходився дім Військової повітової команди. За часів Польської Республіки кам'яницею володів бургомістр Дрогобича і власник трускавецьких курортів Раймунд Ярош, звідси і назва палацу — вілла Яроша. Радянська влада облаштувала тут будинок школярів. Зараз тут міститься біологічний факультет ДДПУ. |
|  | № 24. Збудована 1843 року військова школа діяла до 1858-ого. Того ж року тут відкрилась державна гімназія, в якій вчилися Іван Франко, Василь Стефаник і Лесь Мартович (про що свідчать пам'ятні таблиці), працював Іван Верхратський. В 1896 році у зв'язку з побудовою нового корпусу, в який перевели хлопців, гімназія стала жіночою. Тепер тут знаходиться філологічний факультет університету. |
|  | № 27. Єврейський дім пристарілих з синагогою посередині споруджений за кошти нафтового підприємця Гартенберга. Зараз тут знаходиться Дрогобицька центральна міська бібліотека імені В. Чорновола. |
|  | № 29. Колишній будинок польського гімнастичного товариства «Сокіл» (кінець XIX-початок XX століття), за Радянського союзу — будинок офіцерів, на даний момент тут розташувалися центр молоді СДЄ УГКЦ та прокуратура. |
|  | № 38. Палац, збудований на початку ХХ століття, — це колишній дім лікаря-рентгенолога Йозефа Ротта. Згадується у творі Бруно Шульца «Весна» під назвою «Вілла Б'янки». Після ІІ Світової війни споруду передали під дитячу лікарню, яка проіснувала до 1970-х років. Пізніше тут розташовувалося гінекологічне відділення міської поліклініки. У 90-х роках віллу передали Дрогобицькому краєзнавчому музею, який перетворив її в палац мистецтв. |

## Галерея

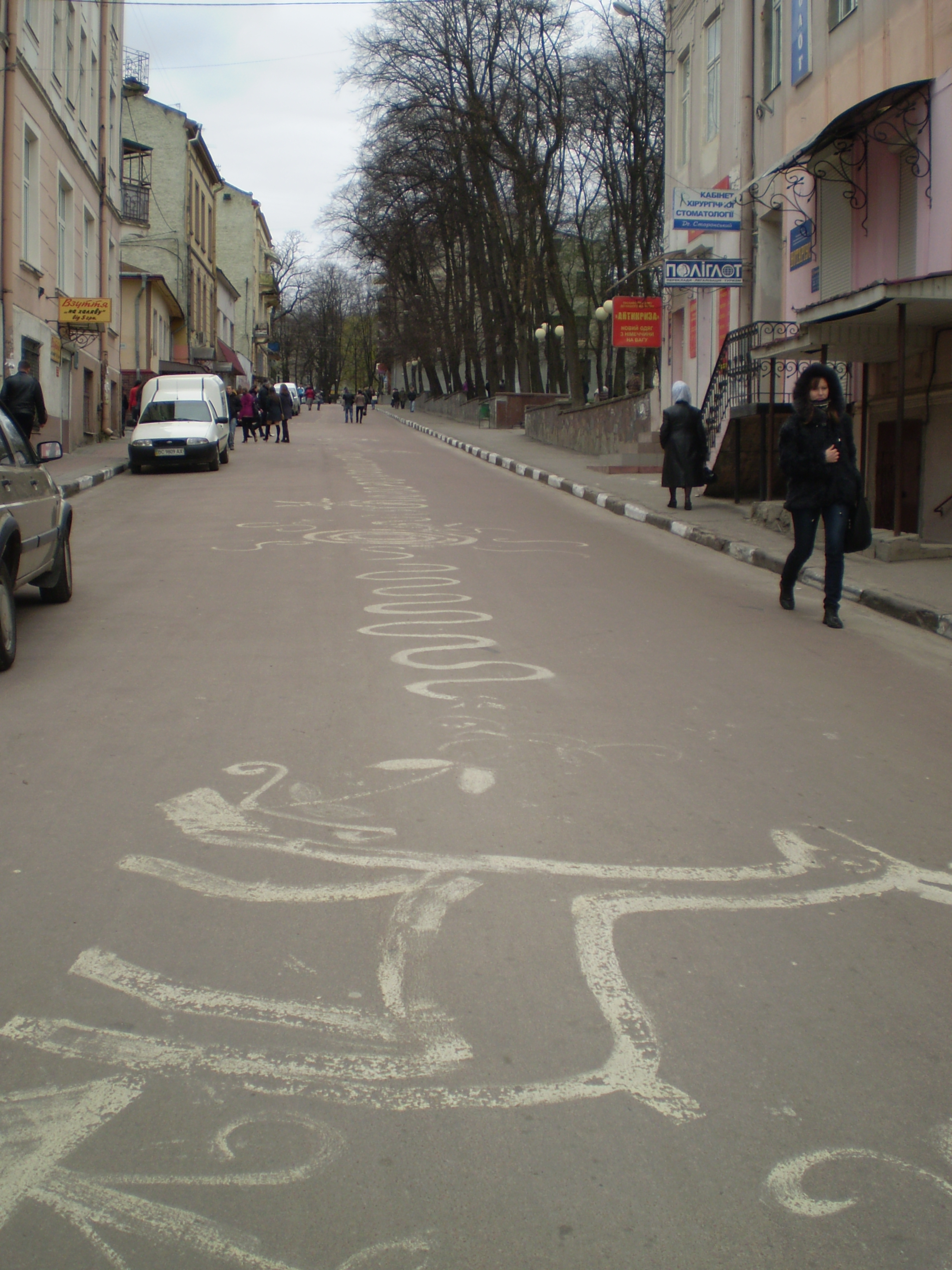
Початок вулиці
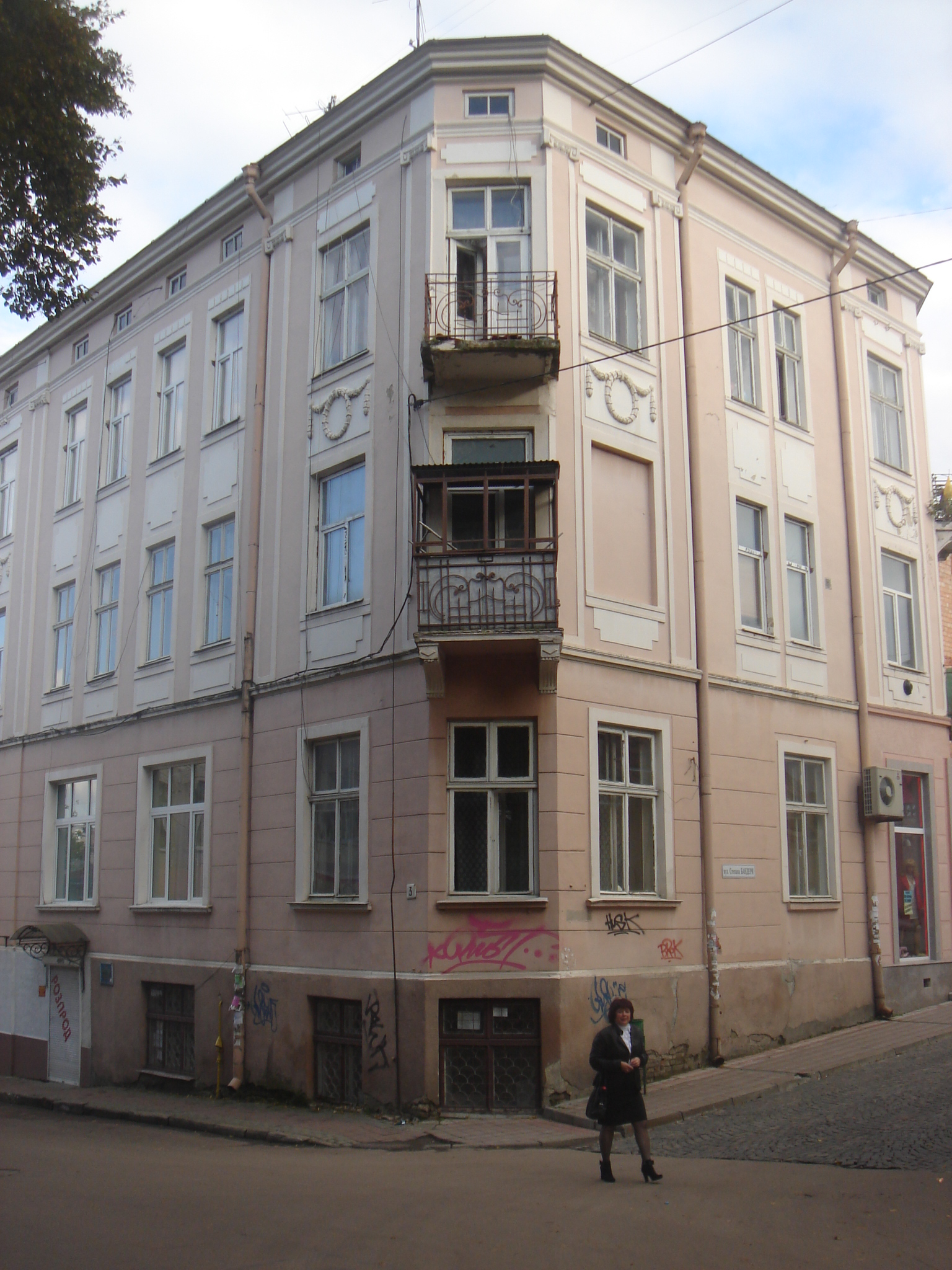
На розі Шевченка та Бандери
Місце загибелі Бруно Шульца
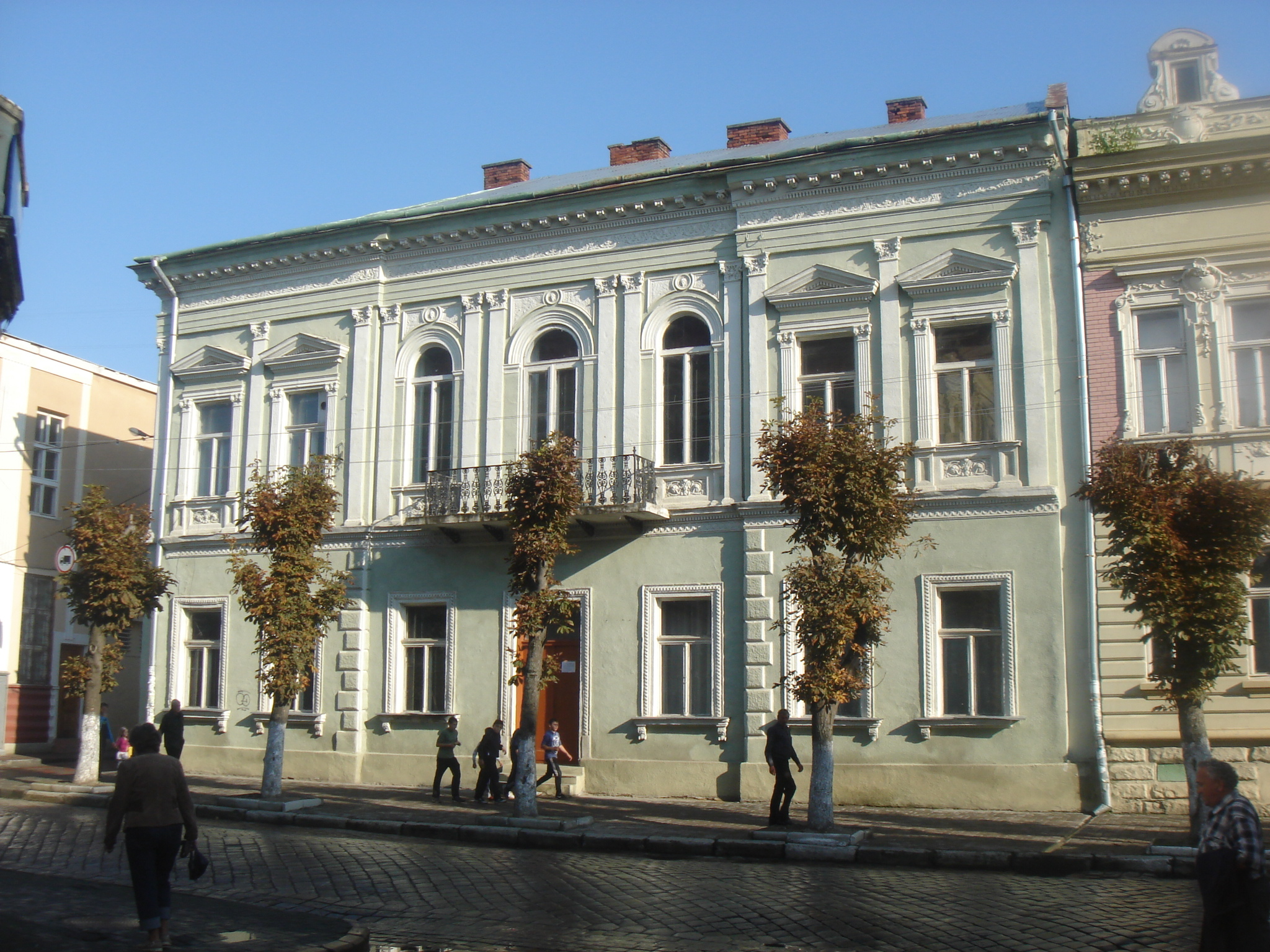
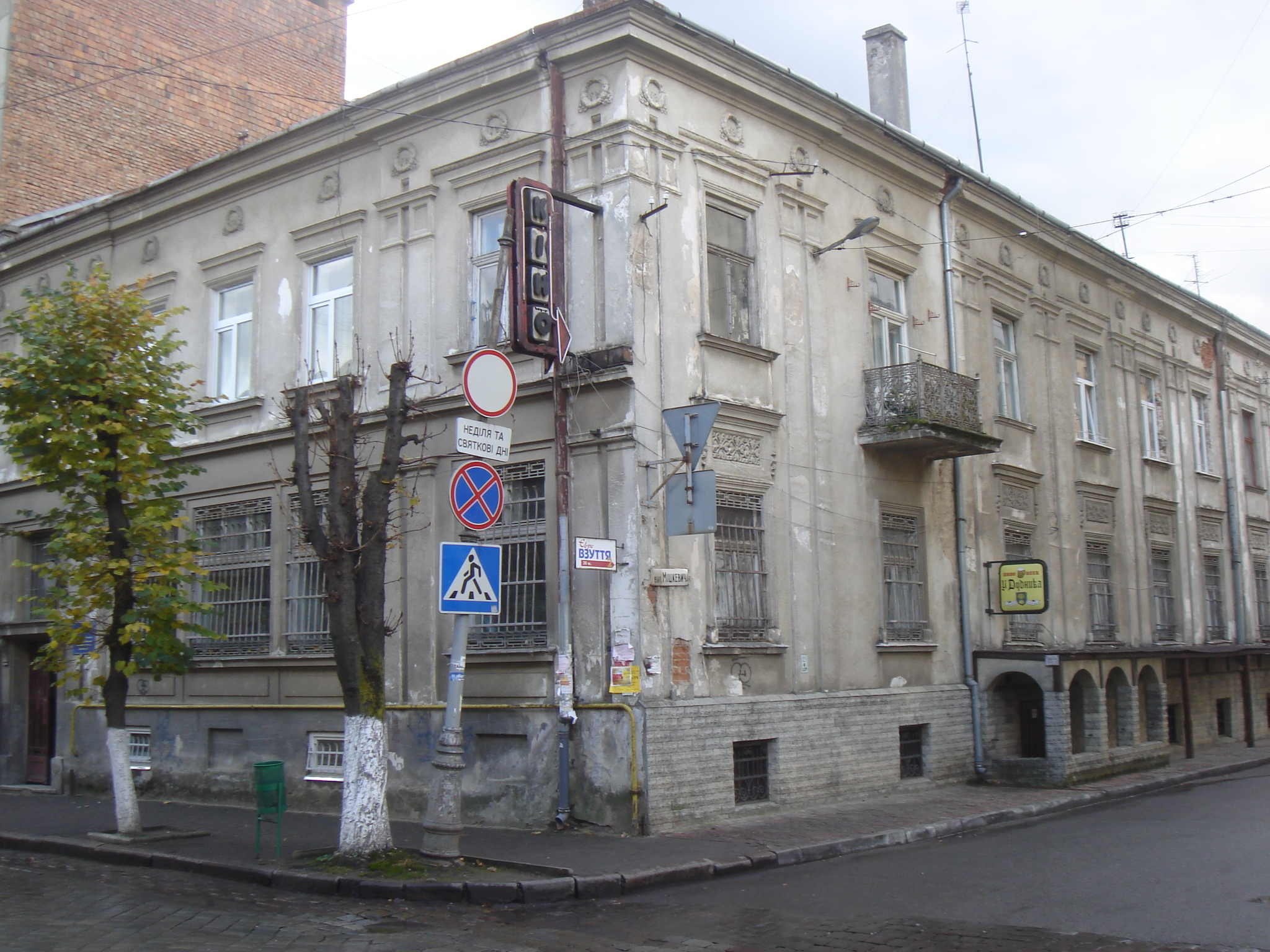
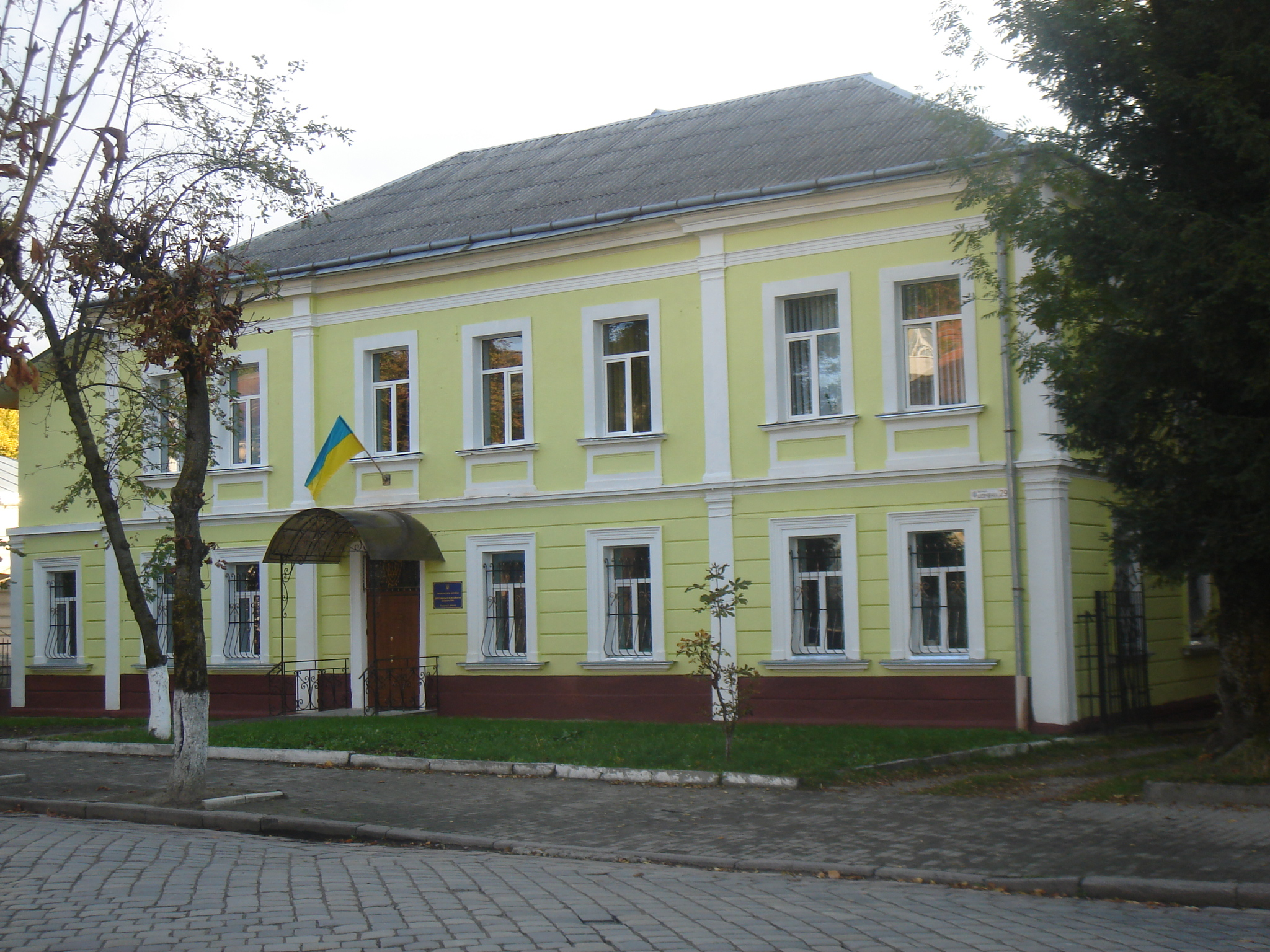
Меморіал воїнам-афганцям
Пам'ятник Адаму Міцкевичу відновлений 1997 р.
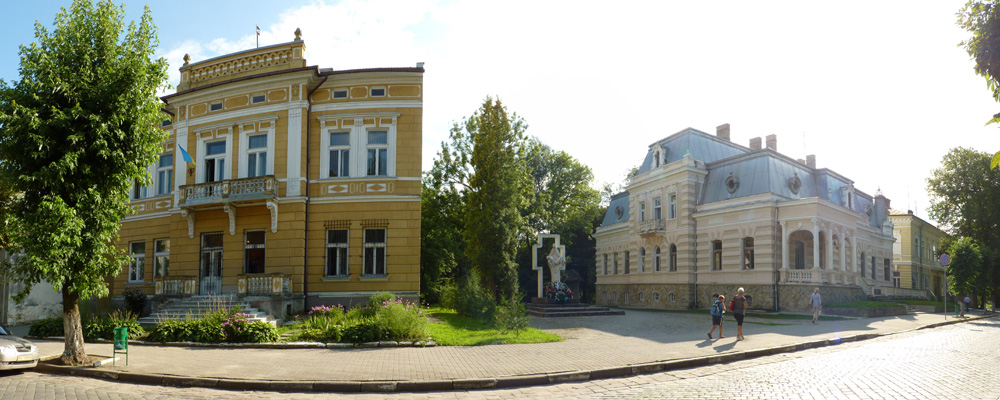
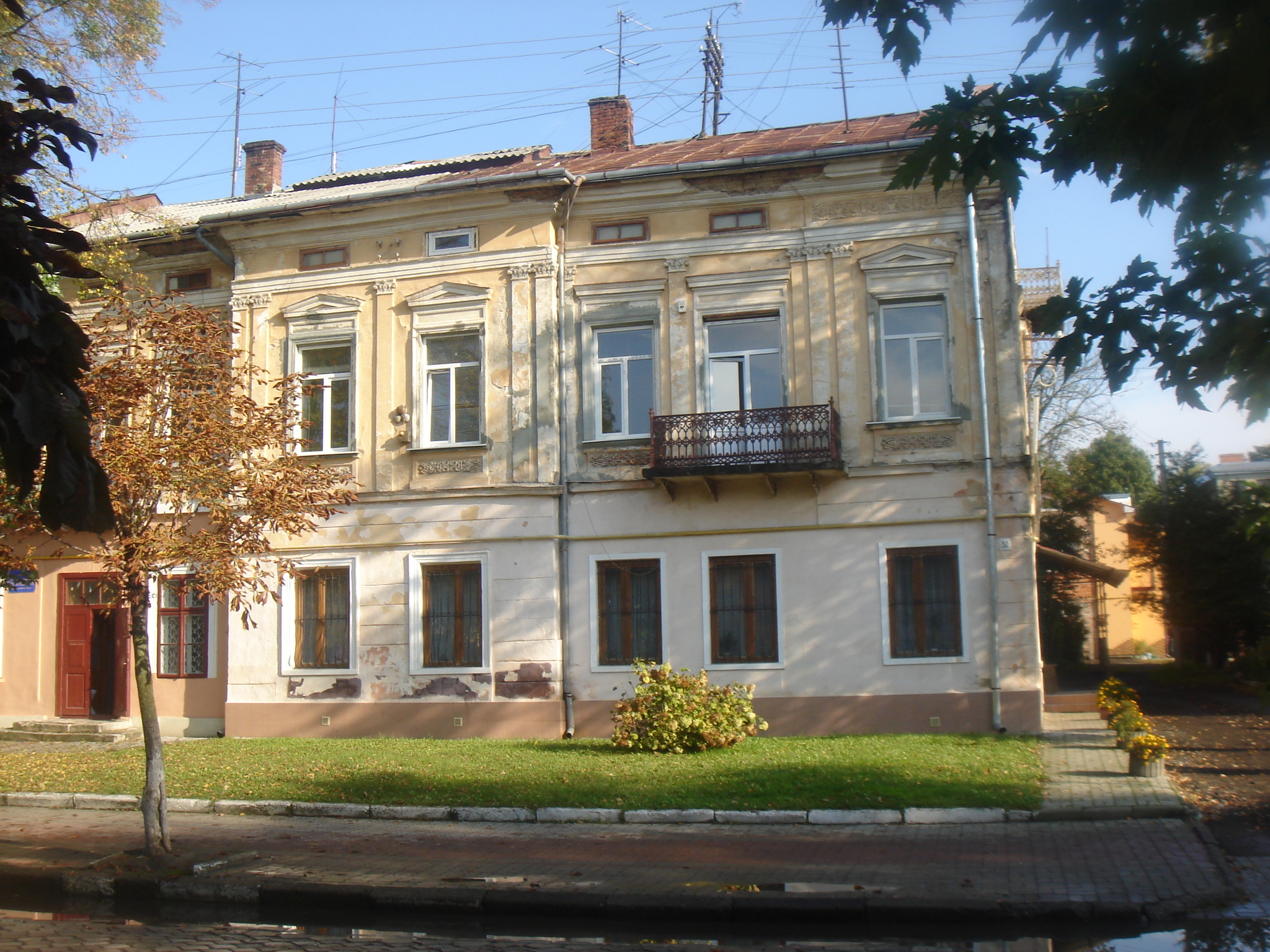
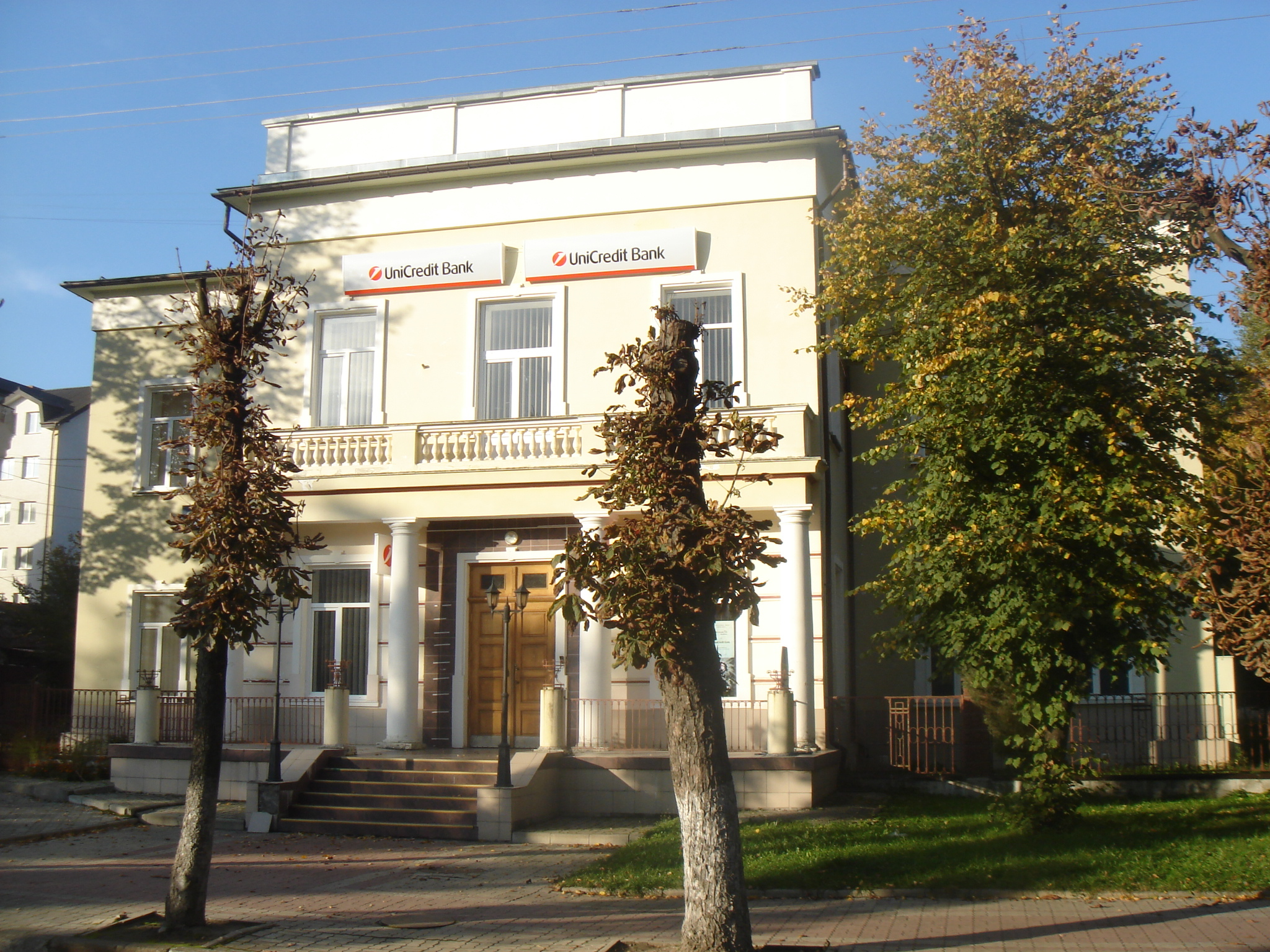

- Див. також Список вулиць Дрогобича